# حسن البلام
حسن ابراهیم البَلّام (۲۲ دسامبر ۱۹۷۴) بازیگر کویتی است. او دارای مدرک لیسانس از مؤسسهٔ عالی هنرهای نمایشی است. فعالیت هنری‌اش از اوایل دههٔ ۱۹۹۰ از طریق نقش‌های کوچک روی صحنهٔ تئاتر و تلویزیون آغاز شد، تا اینکه شروع به گرفتن نقش اصلی کرد. با حضور در آثار تئاتری و تلویزیونی که بیشتر با محوریت کمدی ساخته شده‌اند، به شهرت رسید. او یکی از برجسته‌ترین کمدین‌ها در کویت و کشورهای عربی خلیج فارس شمرده می‌شود.

## زندگی و پیشه
حسن ابراهیم البلّام در ۲۲ دسامبر ۱۹۷۴ در جزیرهٔ فیلکا، کویت زاده شد. دوران کودکی‌اش را در جزیره فیلکا گذراند و کودکی خود را «بسیار شیطون» توصیف کرده است. هدی حسین را خیلی دوست می‌داشت و از طرفداران تئاتر اوست. در نوجوانی از فیلکا به کویت می‌رفت تا تئاترهایی مثل «لیلی و گرگ»، «الواوی و بنات الشاوی» و «شمس الشموس» را ببیند. فعالیت خود را در تلویزیون و تئاتر در سال ۱۹۹۳ آغاز کرد. او در مؤسسهٔ عالی هنرهای نمایشی تحصیل کرد و مدرک لیسانس خود را از پسرعمویش، بازیگر، مشاری البلام، دریافت کرد. اولین کار او سریال «سلیمان الطیب» در سال ۱۹۹۳ در کنار بازیگران حیات الفهد و سعاد عبدالله و نمایش «گرگ و سه بز» بود. در سال ۲۰۰۱ در سریال «سرنوشت اجتناب‌ناپذیر» در کنار محمد المنصور و سعاد عبدالله به شهرت رسید. علاوه بر این، او در همان سال نمایش «پلیس [زن] زیبا» را با هنرمندی داوود حسین ارائه داد.
او در سال ۲۰۰۳ در کنار داوود حسین در «قرقیعان»، یک برنامه کمدی، ظاهر شد و پس از آن در سال ۲۰۰۴ در قسمت دوم همان برنامه نیز حضور یافت. در سال ۲۰۰۵، در سریال «اللقیطه» را با بازی هیفا حسین و حیات الفهد شرکت کرد.
حسن البلام پس از دو دهه فعالیت موفق، در سال ۲۰۱۲ آثار زیادی از جمله سریال «خیمه‌های بنی قرقاص» و برنامهٔ کمدی «وای فای» را در کنار ناصر القصبی و طارق العلی اجرا کرد. در سال ۲۰۱۲، او در سریال‌های «گروه انسانی» و «خادمهٔ قوم» بازی کرد و روی صحنه، نمایش «۶۰٪ قطری» را اجرا کرد. او در سال ۲۰۱۴ به همراه جمعی از هنرمندان، یک گروه تئاتر کمدی به نام «گروه البلام» تأسیس کرد و از طریق آن تعدادی نمایش ارائه داد.
در تابستان ۲۰۲۰، البلام به عنوان داور در برنامهٔ تلویزیونی واقع‌نمای سعودی «ستارهٔ کمدی» که از کانال یک عربستان سعودی پخش شد، شرکت کرد.او در سریال «سنوات الجریش» که در ماه رمضان ۲۰۲۲ پخش شد، نقش آفرید.

## زندگی شخصی
در ۹ مارس ۲۰۰۸ مصاحبه‌اش با برنامهٔ «پدرخوانده» که او را در کنار بازیگر عبدالناصر درویش قرار داد، تأیید کرد که مادرش با او مانند کریمه مختار (ماما نونا) با یحیی الفخرانی در سریال «او با غرور بزرگ شد» رفتار می‌کرد؛ مادرش مسئول غذا، لباس و هر چیزی است که به زندگی او مربوط می‌شود. «هر کسی که می‌گوید من جنس سوم هستم، بیاید بالا با من توی اتاق تا من مردانگی‌ام را ثابت کنم.» با این جمله به کسانی که او را به دلیل تقلید مکرر از نقش‌های زنانه در آثار کمدی‌اش، به جنس سوم بودن متهم می‌کنند، پاسخ داد. حسن البلام در همان برنامه گفت که از طلاق دادن همسر اولش پشیمان است.در ۲ مارس ۲۰۱۹، با دختری خارج از جامعهٔ هنری ازدواج کرد. مراسم عقد در فضایی خصوصی، با حضور خانواده و تعدادی از دوستان بازیگرش برگزار شد. پس از یک سال و نیم ازدواج، در ۲۸ مه ۲۰۲۰، صاحب اولین فرزندش، دختری به نام مزیان، شد. برادر او، حسین البلام در ۱۹ سپتامبر ۲۰۲۱ بر اثر عوارض ناشی از ویروس کرونا درگذشت.در سپتامبر ۲۰۲۲، حسن البلام دچار مشکل سلامتی شد که منجر به بستری شدن او در بیمارستان گشت.
البلام از ایدهٔ کاهش وزن خود استقبال نکرده است و تأکید کرد که یک بار این کار را امتحان کرده و موفق شده وزن خود را از ۱۵۰ به ۱۰۵ کیلوگرم کاهش دهد. با این حال، او از این می‌ترسید که مردم پس از اینکه به وزن و ظاهرش عادت کردند، از او روی برگردانند.
او در مورد الگوی اعلای خود گفته است: «در سطح محلی، عبدالحسین عبدالرضا، در سطح عربی رشید عساف و در سطح بین‌المللی رابرت دنیرو».